# Otium

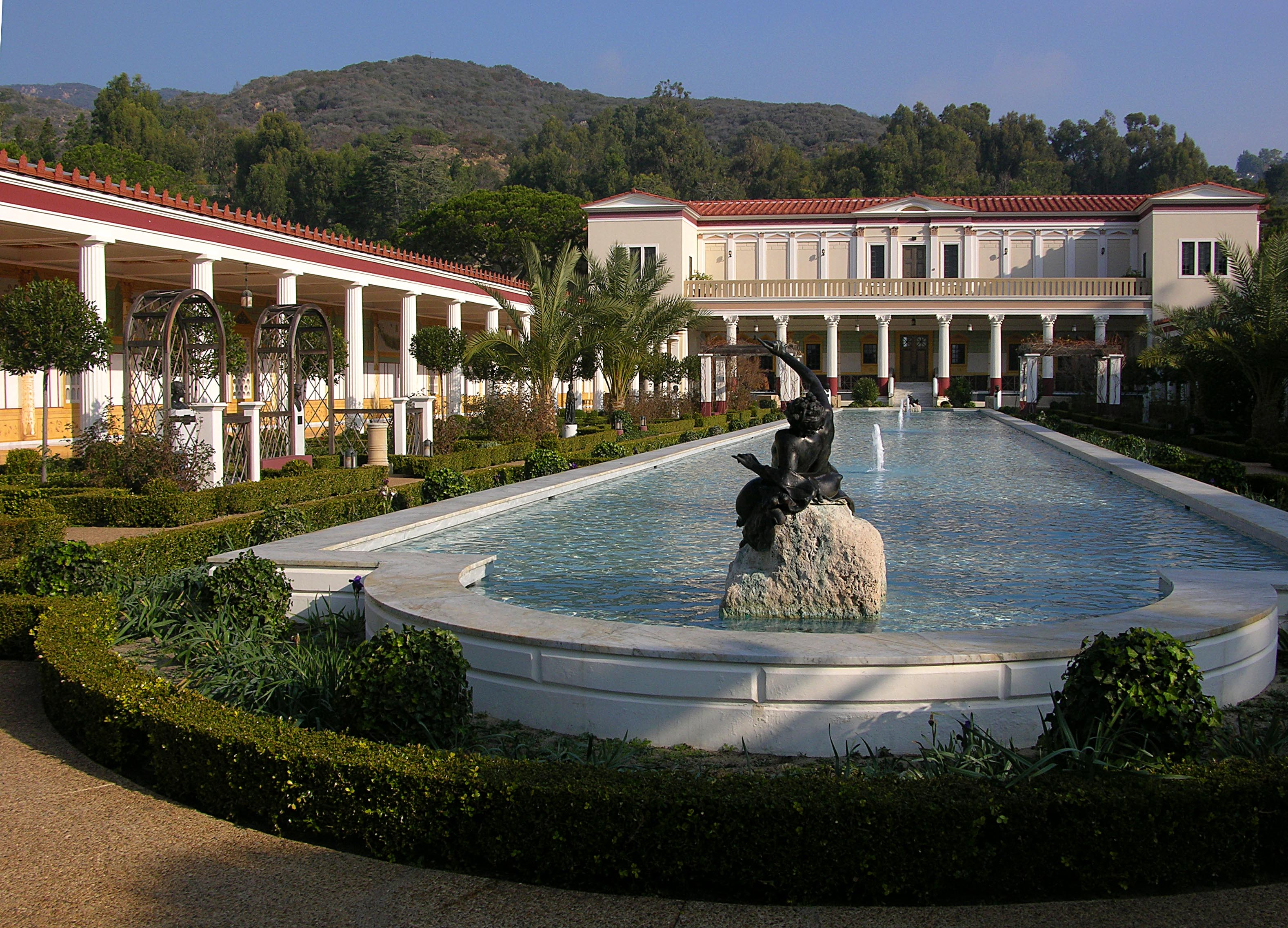
Getty Villa que representa la vida del otium de una antigua villa romana.

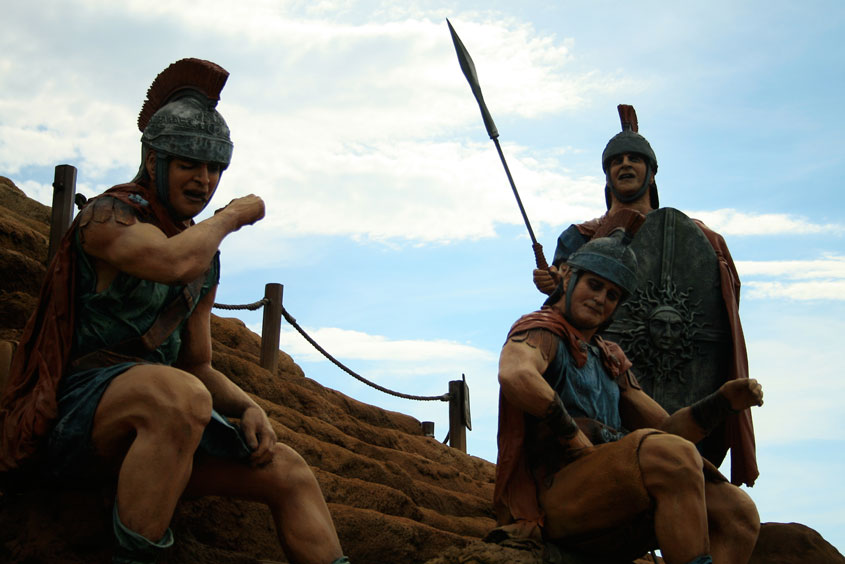
Representación de soldados de la Antigua Roma descansando.

El otium es un término abstracto latino que tiene diversos significados, incluyendo el tiempo de ocio en la que una persona puede, entre otras, disfrutar comiendo, jugando, contemplando o descansando. A veces, aunque no siempre, se refiere al tiempo en que una persona se ha "apartado" o jubilado después de haber prestado servicio anteriormente, tanto en el sector público como en el privado, oponiéndose así a la "vida pública activa". Otium puede ser también un momento temporal de ocio, esporádico. Puede tener implicaciones intelectuales, virtuosas o inmorales. 
Originalmente, daba la idea de retirarse de un negocio diario (nec-otium) o de determinados asuntos para así poder participar en actividades que se consideraban artísticamente valiosas o ilustrativas (es decir, el debate, la escritura o la filosofía). Tuvo un significado especial para hombres de negocios, diplomáticos, filósofos o poetas.

## Etimología y origen
En la antigua cultura romana otium era un concepto militar, como primer uso en latín. La primera referencia se produce en un coro de soldados en Ifigenia (c. 190 a. C.) del dramaturgo y poeta épico romano Ennio, que muestra la inquietud y el aburrimiento durante una pausa de la guerra y lo denominaba otium negotiosum (tiempo libre para hacer lo que se quiera) y otium otiosum (tiempo libre sin hacer nada). Aulo Gelio, al discutir la palabra praeterpropter ("más o menos") cita un fragmento de esta Ifigenia, que contrasta otium con negotium repetidamente.
El historiador J. M. André llega a la conclusión de que el sentido original del otium estaba relacionado con el servicio militar y la ociosidad que se producía en el invierno, en comparación con el servicio (negotium) del resto del año. El calendario romano más antiguo dividía el año en diez meses dedicados a la guerra y la agricultura, dejando los meses invernales de enero y febrero vacantes para el otium individual. André demuestra que la belleza del otium individual supone un descanso. Tito Maccio Plauto en su obra Mercator dice que mientras se es joven es el momento de ahorrar para el otium de la jubilación, para que pueda disfrutarlo más tarde, tum in otium te conloces, dum potes, ames (entonces puedes estar a gusto, beber y ser amoroso).

## Cicerón yOtium cum dignitate
Cicerón habla de sí mismo, con la expresión otium cum dignitate, ese tiempo dedicado a actividades preferidas y que es el adecuado para un ciudadano romano que se ha retirado de la vida pública. Cuando César lo expulsó, le forzó a un período de inactividad, que utilizó para un "ocio digno" u "ocio que merece la pena". Durante esta época compuso sus Tusculanae Disputationes, una serie de libros sobre la filosofía estoica. Cicerón vio claro que su tiempo libre era un tiempo para dedicarse a la escritura. Cicerón define otium como ocio, evitando la participación activa en la política y más adelante lo define como un estado de seguridad y paz (pax) - un tipo de "salud pública". A menudo es asociado con "tranquilidad". Cicerón aconseja en su tercer libro Sobre los deberes, que cuando la vida en la ciudad se convierta en frustante, hay que irse al campo, por placer. El término otium cum dignitate en Pro Sestio de Cicerón es en el sentido de paz (pax) para todos, sin distinción alguna:  Cicerón en Pro Sestio, XLV., 98

"Id quod est praestantissimum, maximeque optabile omnibus sanis et bonis et beatis, cum dignitate otium.
Lo que está en primer lugar y es lo más deseado por todos los hombres felices, honestos y saludables de mente, es facilidad con dignidad."
 Cicerón. Pro Sestio, XLV, 98

Cicerón reconoce muchas maneras de pasar el tiempo de ocio y otium. En un pasaje de De Oratore, explica que Filisto pasó su retiro escribiendo historia como parte de su otium. Viene a decir que otros hombres pasaban sus otium, cuando por al mal tiempo les impedía hacer sus tareas diarias, jugando a la pelota, a las tabas, a los dados o a otros juegos que se les ocurrían. Otros, que habían sido "retirados" de la vida pública por la razón que fuese, se dedicaban en su otium cum seritio (ocio con servicio) a la poesía, las matemáticas, la música o a la enseñar de niños.

## Villas para elotium
Durante la Roma imperial, la riqueza ostentosa, sobre todo para los grandes terratenientes, les permitía poseer villas en el campo, con una arquitectura de estilo griego, que llegarían a ser sus "villas para el otium". En esa época la "villa otium" era un idealista casa rural dionisíaca que evocaba paz, ocio, sencillez y serenidad. A menudo, en los escritos antiguos se encuentra la mención de restauraciones en un entorno natural (en clave de otium) de la casa rural, en contraste con la vida ajetreada de la ciudad con todos los negocios (negotium). La "villa con jardín" y la "villa junto al mar" fue asociada al otium. La vida en la villa romana fue asociada a la cultura griega en las salas decoradas con temas griegos que indicaban un "mundo superior" de vida.
El poeta romano Estacio escribe sobre una "villa otium" a la que planea retirarse en Nápoles en su obra Silvae: Tiene una apacible seguridad, una vida ociosa de placer, donde no tienes problemas para el descanso y el sueño. No hay locura en el mercado, no hay leyes estrictas en disputa... Plinio el Joven ejemplifica la filosofía de la élite romana en el otium del tiempo, por la vida que vivió en sus "villas otium". Dictaba cartas a su secretario, leía discursos griegos y latinos, iba de paseo por los jardines de las villas, comía y socializaba con amigos, meditaba, hacía ejercicio, se bañaba, se echaba siestas y, de vez en cuando, cazaba.